# Chery Arrizo 7
La Chery Arrizo 7 (in cinese: 艾瑞泽7), chiamata anche Chery A4, è una autovettura berlina prodotta dal 2013 dalla casa automobilistica cinese Chery Automobile.

## Descrizione
L'Arrizo 7 è stata anticipata dalla concept car Chery Alpha 7 che ha debuttato allo salone dell'automobile di Shanghai del 2013. La versione di produzione è stata lanciata sul mercato automobilistico cinese alla fine del 2013. La vettura era disponibile al lancio con due motorizzazioni, una delle quali è un motore quattro cilindri aspirato da 1,6 litri che produce 126 CV e 160 Nm, abbinato a un cambio manuale a 5 marce o un automatico a variazioni continua CVT. Successivamente è arrivata una unità turbocompressa da 1,5 litri da 147 CV e 220 Nm.
In Russia, il modello è stato presentato nel 2014 al Salone Internazionale dell'Automobile di Mosca.
L'Arrizo 7 è il primo veicolo costruito da Chery sulla piattaforma iAuto (automobile).

### Arrizo 7e
La 7e è la variante ibrida plug-in (PHEV) della berlina Arrizo 7. Lanciato nel mercato cinese all'inizio del 2016, utilizza un sistema ibrido costituito da un motore 1,6 litri da 126 CV (94 kW; 128 CV) e un motore elettrico da 75 CV (56 kW), abbinati entrambi alla sola trazione anteriore. La capacità della batteria è di 9,3 kWh, che le permette di avere un'autonomia in sola modalità elettrica di circa 50 chilometri; la batteria può essere ricaricata durante la marcia dal motore endotermico e durante le fasi decelerazione e frenata oppure da una presa di corrente esterna in circa 5 ore. Il consumo di carburante nel ciclo combinato si attesta sui 2,2 litri per 100 chilometri; la velocità massima è di 180 km/h e il peso totale di 1590 chilogrammi.

## Sicurezza
Secondo i risultati dei crash test del centro di ricerca automobilistico cinese C-NCAP, il modello ha ricevuto il massimo dei cinque punti, con un punteggio di 54,9 su 62 possibili.